# Sofya Kuznetsova
Sofya Vladimirovna Kuznetsova (Russo: Софья Владимировна Кузнецова, Moscou, 31 de outubro de 1999) é uma voleibolista indoor russa, atuante na posição ponteira, com marca de alcance de 300 cm no ataque e 295 cm no bloqueio.

## Carreira

### Início
O seus primeiros contatos com o voleibol deu-se aos cinco anos de idade. Ela foi trazida para a Escola de Esportes da Reserva Olímpica de Moscou por sua mãe, que  a influenciou a não migrar para o vôlei de praia, e desde pequena treinava Vladimir Nikolaevich Merzlyakov, e por mais de uma ocasião foi a melhor jogadora em competições municipais e depois nacionais.
O destaque  muito cedo nas competições que provocou ciúme e inveja infantis entre os companheiros de time, fazendo ela cogitar em parar de jogar vôlei, pois, ficou aterrorizada pelos mais velhos, então, com ajuda de sua mãe, juntas enfrentaram a situação e a melhor decisão foi transferir de escola.
Além do esporte, se interessou por outros rumos: dança e canto, participou de episódios do filme “Caça ao Veado Vermelho” e uma propaganda comercial, depois, encarou com seriedade a modalidade.

### Luch Moscou
Em 2015 estreou no Luch Moscou, disputando a Liga B  desde 2015-16 e em 2017-18 na Liga A.

### Leningradka
Kuznetsova entrou em contato com o técnico Alexander Kashin e manifestou seu interesse em atuar pelo Leningradka, de São Petersburgo, nos períodos de 2018-19 e 2019-20, jogando em alto nível com apenas 19 anos, destacando-se pelo saque potente e marcando muitos pontos na posição de oposto.

### Dinamo Moscou
Kuznetsova jogou pelo Dinamo Moscou na temporada 2020-21, após consultar seu agente e técnico desde a infância, Vladimir Nikolaevich e conquistou o vice-campeonato da Superliga Russa e da Copa da Rússia e terminou na nona posição na Liga dos Campeões da Europa. 

### Cuneo Volley
Em 2021-22, passa atuar pelo Cuneo Volley e renovou com este clube para 2022-23. Em 2022, esteve atuando pelo Federal Territory Sirius para disputar os Jogos Spartakiad da Rússia de 2022, terminando com o bronze
Nas duas temporadas que jogou pelo Cuneo, ela terminou a competição italiana entre as 10 melhores atacantes, com 383 pontos. Ela também defendeu 210 bolas, terminando como a quarta melhor no fundamento.

### Praia Clube
Através de sua agente Ekaterina Fedorovtseva, mãe da jogadora Arina Fedorovtseva foi contratada pelo time brasileiro Dentil/Praia Clube. Em 3 de julho de 2023, O Praia Clube anunciou a contratação de Sofya Kuznetsova.
Já no inicio da temporada conquistou o título da Copa Brasília  e também do Campeonato Mineiro Onde Sofya Kuznetsova foi a maior pontuadora do jogo com 21 pontos e liderou a vitória praiana sobro o Minas por 3 sets a 0, parciais de 25/17, 29/27 e 25/19.
Em 3 de novembro de 2023, Kuznetsova marcou 33 pontos, na derrota do Praia Clube na final da Supercopa para Minas por 3 sets a 2 (25/19; 26/24; 25/22 e 21/25 e 15/12) no Arena Hall, em Belo Horizonte.
No dia 14 de janeiro de 2024, em jogo válido pela Superliga Kuznetsova marcou 33 pontos na vitória de virada do Praia sobre o Minas por vitória por 3 a 2 (17/25, 18/25, 25/22, 39/37 e 15 a 9).
Em 28 de janeiro de 2024, em jogo válido pela Superliga, Kuznetsova marcou 31, na vitória por 3 sets a 2 sobre o Bluvôlei no Galegão, em Blumenau, pela 2ª rodada do returno.

## Seleção Russa
Sua estreia pela Seleção Russa ocorreu diante a China na edição da Liga das Nações de 2019,disputando quatro partidas e com  treze pontos marcados.

## Títulos e resultados
- Superliga Brasileira  A 2023-24
- Copa Brasil de 2024
- Supercopa Brasileira de 2024
- Supercopa Brasileira de 2023
- Campeonato Mineiro de 2023
- Campeonato Mineiro de 2024
- Copa Brasília de 2024
- Copa Brasília de 2023
- Superliga Russa A de 2020-21
- Copa da Rússia de 2020-21
- Liga B Russa de 2015-16
- Liga B Russa de 2016-17
- Jogos Spartakiad 2022

### Prêmios individuais
- MVP da Final da Copa Brasil de 2024
- 2a Melhor Ponteira do Campeonato Sul-Americano de Clubes de 2024
- Maior Pontuadora da Superliga Brasileira de 2023/24
- Melhor Sacadora da Superliga Brasileira de 2023/24
- 2a Melhor Ponteira da Superliga Brasileira de 2023/24